# Apollocrate
Apollocrate (Siracusa, IV secolo a.C. – ...) è stato un militare siceliota di Siracusa, figlio di Dionisio II. Fu tiranno di Siracusa insieme al padre nel 347 a.C..

## Biografia
Nel 357 a.C. venne messo dal padre a capo di una piccola truppa di mercenari a difesa di Ortigia, ultimo baluardo del suo potere dopo la caduta delle altre città che formavano il suo regno, in mano allo zio Dione. Apollocrate venne sconfitto e poi scacciato con l'aiuto del popolo a causa della sua incompetenza e crudeltà.